# Polycyathus persicus
Polycyathus persicus är en korallart som först beskrevs av Duncan 1876.  Polycyathus persicus ingår i släktet Polycyathus och familjen Caryophylliidae.
Artens utbredningsområde är Indiska oceanen. Inga underarter finns listade i Catalogue of Life.